# Światowe Igrzyska Halowe w Lekkoatletyce 1985 – chód na 5000 m mężczyzn
Chód na 5000 metrów mężczyzn – jedna z konkurencji rozgrywanych podczas halowych światowych igrzysk lekkoatletycznych w hali Accor Arena w Paryżu. Rozegrano od razu finał 19 stycznia 1985. Zwyciężył reprezentant Francji Gérard Lelièvre.

## Rezultaty

### Finał
Wystartowało 8 chodziarzy.
Opracowano na podstawie materiału źródłowego.
| Miejsce | Zawodnik          | Czas     | Uwagi |
| ------- | ----------------- | -------- | ----- |
| 1       | Gérard Lelièvre   | 19:06,20 | NR    |
| 2       | Maurizio Damilano | 19:11,41 |       |
| 3       | David Smith       | 19:16,04 |       |
| 4       | Roman Mrázek      | 19:39,73 |       |
| 5       | Jan Staaf         | 20:00,95 |       |
| 6       | Jim Heiring       | 20:11,69 |       |
| 7       | Jordi Llopart     | 20:39,83 |       |
| 8       | Erling Andersen   | 21:07,43 |       |